# Reyherschule
Die Staatliche Regelschule „Andreas Reyher“ ist eine Regelschule in Gotha. Das unter Denkmalschutz stehende Gebäude der Schule wurde 1900 als Bürgerschule für Knaben und Mädchen erbaut. Die Schule trägt seit jeher den Namen des Pädagogen Andreas Reyher, der im 17. Jahrhundert das Gothaer Schulwesen organisierte, wenngleich die Organisationsform der Schule mehrfach wechselte. Gegenwärtig beherbergt das Gebäude eine staatliche Regelschule und eine staatliche Grundschule, die Reyhers Namen tragen.

## Geschichte

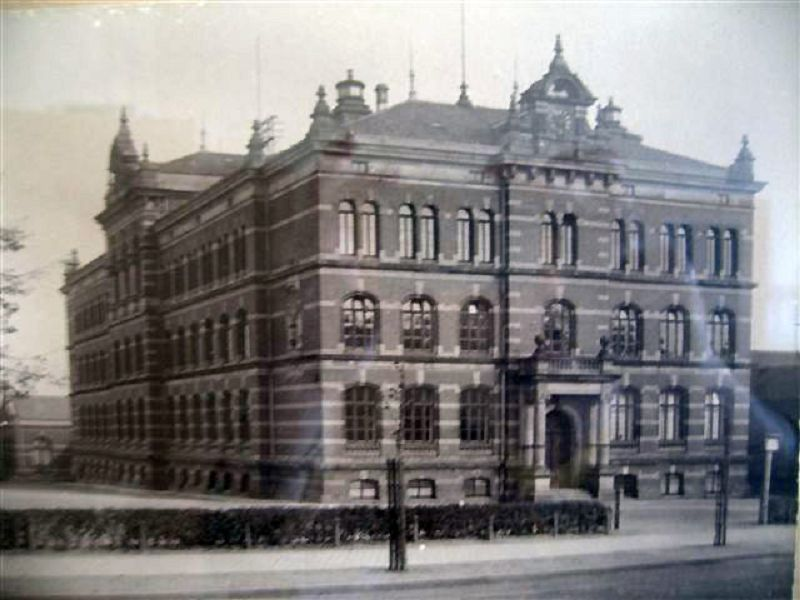
Reyherschule Gotha um 1900

Der Bau einer Schule an der Ecke Mozartstraße (früher Ohrdrufer Straße)/Reyherstraße wurde 1897 von der Gothaer Stadtverordnetenversammlung beschlossen. Das Schulgebäude und die zugehörige Turnhalle wurden dann in dreijähriger Bauzeit bis 1900 erbaut. Die Schule war mittig geteilt, so dass im Westflügel die Jungenschule und im Ostflügel die Mädchenschule mit separaten Eingängen untergebracht werden konnten. Das Gebäude hatte 32 Klassenzimmer für jeweils 60 Schüler sowie mehrere Räume für Direktor, Hauptlehrer, Lehrerzimmer und Lehrmittelräume. Im Keller waren eine Badeeinrichtung mit Duschraum und Ankleide und im östlichen Bereich die von der Haushaltsschule genutzten Wirtschaftsräume eingerichtet. Im Erdgeschoss befand sich eine Hausmeisterwohnung.
Die Schule wurde in den 1930er Jahren und noch bis weit in den Zweiten Weltkrieg hinein von jährlich etwa 1200 bis 1400 Schülern besucht.
Das Schulgebäude überstand den Zweiten Weltkrieg vergleichsweise unbeschadet, sodass der Schulbetrieb bereits im Oktober 1945 wieder aufgenommen wurde. 1952 hat man die Schule umstrukturiert und im Westflügel die Reyherschule und im Ostflügel eine Grundschule untergebracht. Die Reyherschule wurde 1957 zur zehnklassigen Mittelschule. 1959 vereinte man die getrennten Schulen wieder zu einer zehnklassigen allgemeinen Polytechnischen Oberschule, die mit knapp 1100 Schülern die größte POS im Kreis Gotha war. 1966 teilte man die Oberschule in zwei selbstständige Oberschulen: POS Reyher I und POS Reyher II. Bei der Schulreform nach der Wiedervereinigung Deutschlands wurde die POS Reyher I zur Staatlichen Regelschule Mozartstraße für die Klassen 5–10 und die POS Reyher II zur Staatlichen Grundschule Mozartstraße umgeformt. 1992 erhielten die Schulen wieder den Namen des Gothaer Pädagogen Reyher.
Von 1993 bis 1999 fanden umfangreiche Sanierungsmaßnahmen an den historischen Gebäuden statt.

## Gebäude
Das Schulgebäude ist ein viergeschossiger massiver Klinkerbau mit Satteldach, der dem preußischen Schultyp entspricht. Das Hauptgebäude hat eine Grundfläche von 65 × 25 Metern. Das Portal der Schule wird von Säulen aus Seeberger Sandstein flankiert. Die zugehörige Turnhalle mit einer Grundfläche von 25 × 15 Metern wurde ebenfalls im Jahr 1900 erbaut.